# Dong Sonkulturen

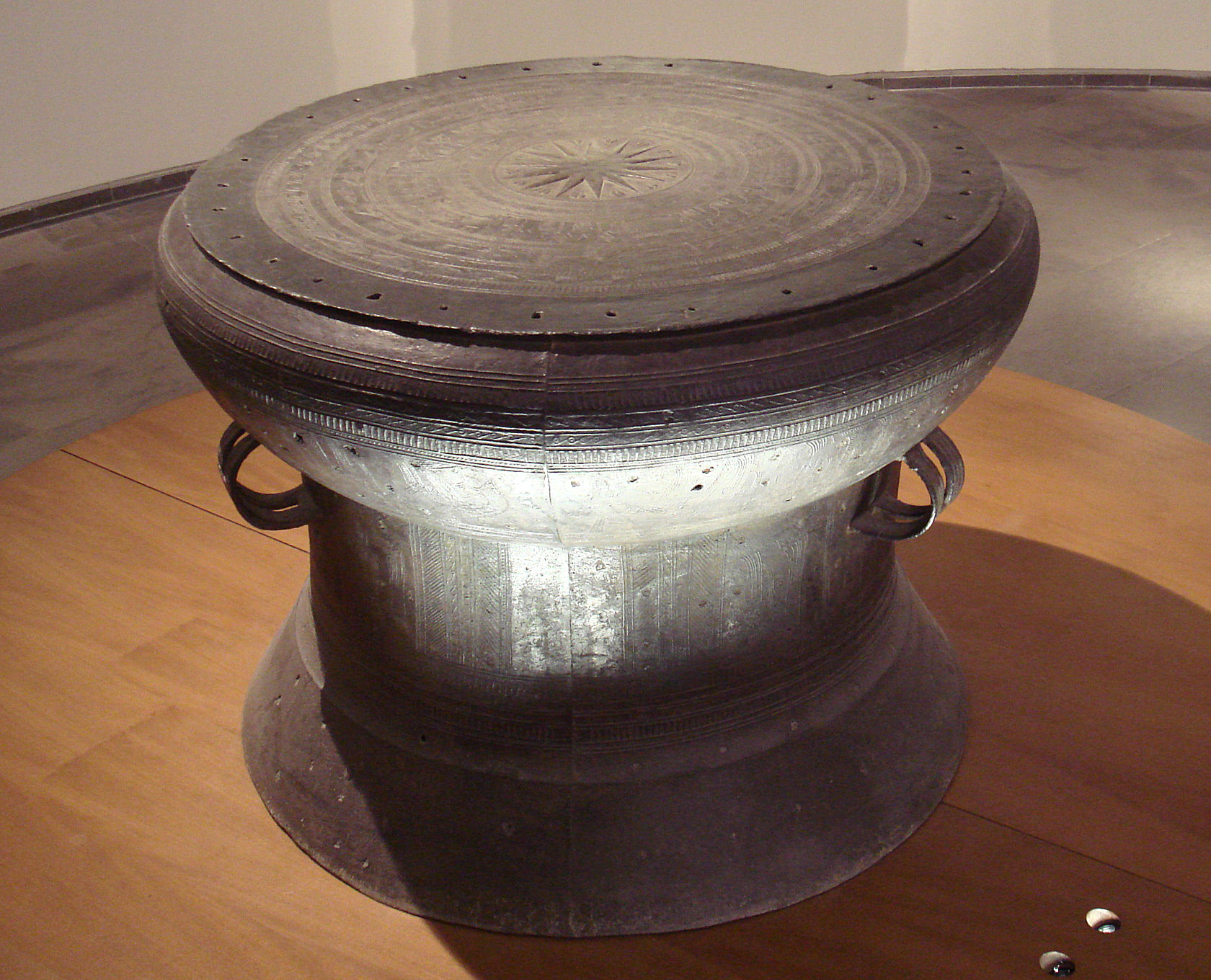
Trumma från Sông Đà, Vietnam, Dong Sonkulturen. Mitten av första årtusendet före vår tidräknings början. Gjord i brons.

Dong Sonkulturen var en bronsålderskultur som hade sitt centrum omkring Röda floden i norra Vietnam. Kulturen kom att påverka andra delar av Sydostasien, däribland Indonesiska öarna mellan 1000 f.Kr. och fram till vår tidräknings början . Namnet kommer av en fyndort i Thanh Hoa provinsen.
Människorna hade kunskap om risodling, de använde bufflar och grisar, de fiskade och seglade med långa stockbåtar. De var också duktiga på bronsgjutning, vilket syns på de berömda Dong Son trummorna, som har hittats på flera olika ställen i Sydostasien och i södra Kina.
Dong Sonkulturen är kopplad till den Tibetansk-burmesiska kulturen, Daifolkets i Yunnan och Laos, Mon-Khmer-kulturen och kulturen associerade till krukslätten i Laos.

## Bronsgjutningens ursprung

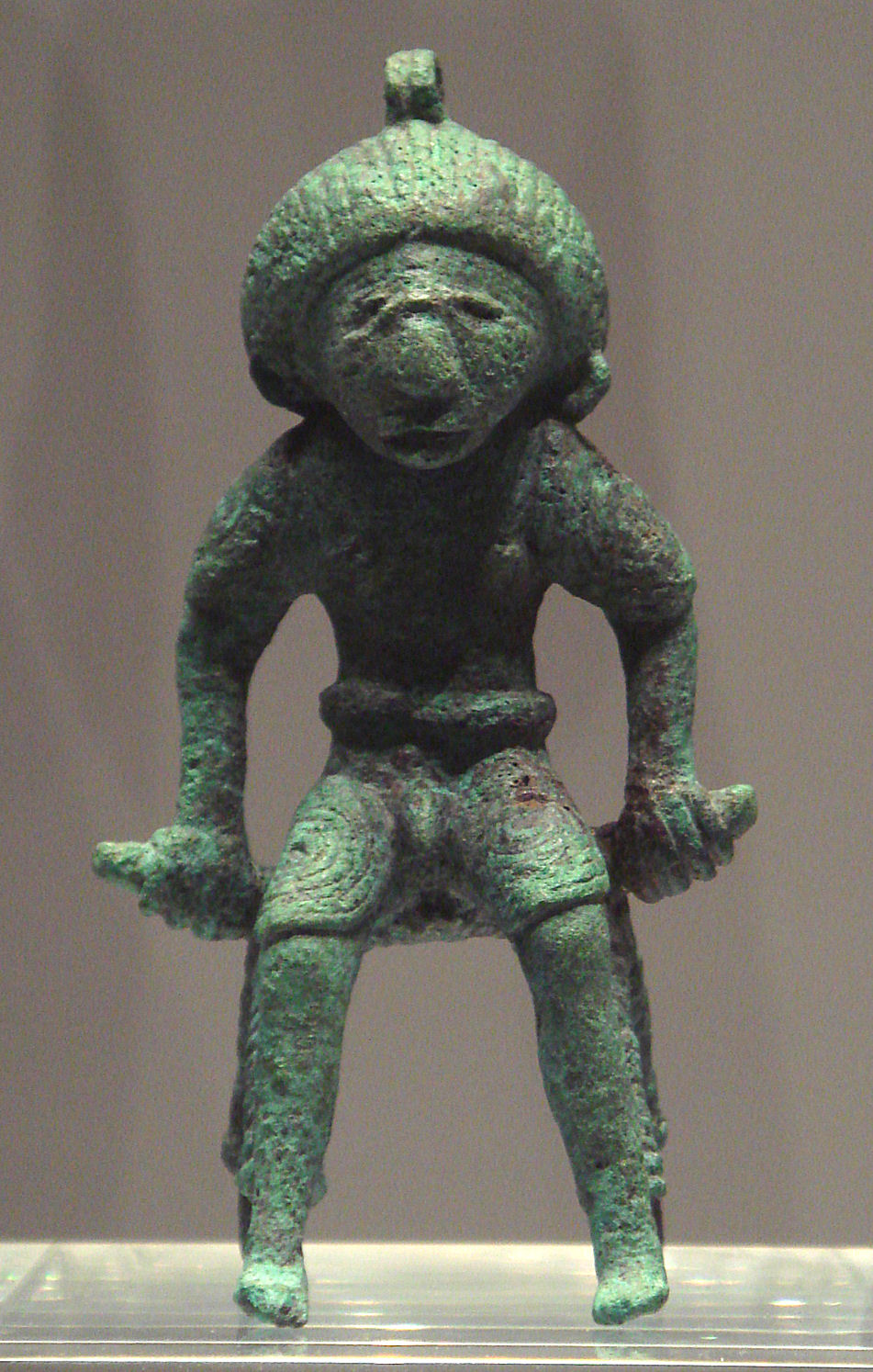
Bronsfigur, Dong Sonkulturen, 500 f.Kr.-300 e.Kr. Thailand.

Det har länge antagits att bronsgjutning i östra Asien hade sitt ursprung i Kina. Fynd i norra Thailand på 70-talet har lett till ifrågasättande av denna teori, och anhängare tror nu att bronsgjutning började i Sydostasien för att sedan sprida sig till Kina.".
Denna tolkning stöds av arbete utfört av vietnamesiska arkeologer. De har upptäckt att de tidigaste bronstrummorna från Dong Son är nära besläktade i struktur och dekoration med krukmakeri från Phung Nguyenkulturen. Det är fortfarande oklart om trummorna gjordes för religiösa ceremonier, att kalla män till krig eller för andra syften. Bilderna och pilarna på trummorna har lett till teorin om att trummorna användes som kalendrar.
De återkommande bilderna på figurer som håller i pappersrullar och upptäckten av papper vid flera olika platser kan tyda på att Dong Sonkulturen var de första att tillverka papper  , men detta är än så länge bara teorier som kommer från vietnamesiska forskare.
Bronstrummorna gjordes i stora delar av Vietnam och södra Kina och de som har återfunnits på Java och Bali hamnade där genom handel, så uppenbarligen har människor från olika kulturer uppskattat trummorna. Dong Son trummorna visar på stor tekniskt kunnande och en hög konstnärlig nivå som få kulturer vid denna tidpunkt kunde mäta sig med.

## Expansion av Dong Son kulturen
Upptäckten i slutet av 1600-talet av stora öppna trummor i Sydostasien var de första signalerna att det hade funnits tidiga brons-arbetande kulturer i regionen. Med en höjd som varierar från några handfull centimeter till över två meter, och upp till mellan en och en och en halv meter i bredd, och med en ansenlig vikt, är dessa trummor den mest spridda produkten från Dong Sonkulturen. Exemplar gjorda i Vietnam har hittats i södra Kina, sydostasiatiska fastlandet, Sumatra, Java, Bali och Irian Jaya. Kopior av trummorna gjordes även lokalt runt omkring i Sydostasien, och än idag används liknande trummor på Alor i Indonesien. Trummornas funktion är fortfarande oklar, de har ofta hittats i gravar. Krig, begravningar eller andra ceremonier är möjliga användningsområden. Modeller av trummorna, gjorda i brons eller lera, gjordes för att användas till begravningar. I Vietnam har ungefär 140 trummor hittats på flera platser, från norr till söder.